# Senate bean soup
A “Senate bean soup”, sopa de feijão do Senado, feita com feijão branco e joelho de porco é servida diariamente no Senado dos EUA desde princípios do século XX. Há duas estórias para esta tradição e, consequentemente, duas receitas: uma que inclui batata e outros vegetais (cebola, alho e aipo) cozidos com o feijão, e outra que é a “oficial”, ou seja, aquela que é seguida no século XXI, que não inclui batata, mas inclui cebola salteada em manteiga até ficar dourada, que é depois incorporada na sopa. 
A sopa é servida sem que o feijão seja feito em puré, ainda que algumas receitas recomendem esmagar uma parte, para a sopa ficar mais “aveludada”; as únicas “restrições” são que deve usar-se feijão seco. A carne é cortada em pedaços e incorporada na sopa. O tempero (sal e pimenta, embora alguns aconselhem folhas de louro durante a cozedura) é posto no fim, uma vez que o “joelho-de-porco” já pode ter algum tempero. 